# Arara-azul-grande
A arara-azul-grande (nome científico: Anodorhynchus hyacinthinus), também conhecida popularmente como arara-preta, araraúna, arara-hiacinta, arara-jacinto, araruna ou somente arara-azul, é a maior espécie de arara (tribo dos arinos, Arini) da família dos psitacídeos (Psittacidae) se comparado às outras três espécies de araras-azuis tipicamente sul-americanas — a arara-azul-de-lear (Anodorhynchus leari), a arara-azul-pequena (Anodorhynchus glaucus) e a ararinha-azul (Cyanopsitta spixiii). É nativa do centro e leste da América do Sul, onde ocorre na Bolívia, no Paraguai e no Brasil nas biomas Amazônia, Cerrado e Pantanal.
Com comprimento (do topo da cabeça até a ponta da longa cauda pontiaguda) de cerca de um metro, é mais comprida que qualquer outra espécie de arara, e pode pesar até dois quilos. Embora geralmente seja facilmente reconhecida, pode ser confundida com a arara-azul-de-lear. Apresenta plumagem azul cobalto com pele nua amarela em torno dos olhos e fita da mesma cor na base da mandíbula. Seu bico parece maior que o próprio crânio. Devido à essas características, são alvo do tráfico, onde são exportadas para diversos países e acabam integradas a zoológicos, parques de diversão ou até mesmo coleções particulares de aves.
Sua alimentação, enquanto viver livremente, consiste basicamente dos frutos das palmeiras disponíveis no local, sendo principalmente da castanha do urucuri (Attalea phalerata) e do coco-de-espinho (Acrocomia aculeata). Costumam viver em bando, sendo consideradas aves sociais. São consideradas animais monogâmicos, devido a viverem com um mesmo parceiro durante toda a sua vida, sendo fiéis aos locais de alimentação e reprodução — utilizam este último várias vezes. O casal divide todas as tarefas em relação aos cuidados com os ninhos e os filhotes, só se separando após a morte de um dos indivíduos, onde não costumam se juntar a um novo parceiro e continuar a se reproduzir.
Já foi considerada espécie ameaçada, tal como a arara-azul-de-lear e a arara-azul-pequena, mas em 2014 foi retirada da lista brasileira de animais em extinção. No entanto, de acordo com a Lista Vermelha da União Internacional para a Conservação da Natureza (UICN / IUCN), é considerada uma espécie vulnerável. A perda de habitat e a captura de aves selvagens para o comércio de animais de estimação têm causado grande impacto em sua população na natureza. Foi listada no anexo I da Convenção sobre o Comércio Internacional das Espécies Silvestres Ameaçadas de Extinção (CITES).

## Etimologia
O vernáculo arara é oriundo do tupi a'rara e serve de designação comum às aves da tribo dos arinos (Arini), da família dos psitacídeos (Psittacidae). Antônio Geraldo da Silva, em seu Dicionário Histórico das Palavras Portuguesas de Origem Tupi (DHPT), parafraseou a explicação de José de Alencar sobre o tema, segunda a qual o termo originalmente era escrito ará para designar periquitos, mas os indígenas comumente repetiam a última sílaba para designar um aumentativo, em especial para se referirem à espécie maior do gênero. O termo foi registrado em 1576 como aráras e em cerca de 1584 como arara. Jacinto é uma referência à flor homônima do gênero Hyacinthus, também de coloração azul. Araraúna e araruna é uma junção de a'rara com o pospositivo tupi -una, "preto" ou "negro", que geralmente é reduzido como -um ou -u. O pospositivo ocorre a partir do século XVI e é utilizado na construção de vários termos de uso popular. Araraúna ocorre em cerca de 1584, enquanto araruna ocorre em cerca de 1584 como ararúna, em cerca de 1594 como arauna e em cerca de 1631 como araruna. O nome genérico Anodorhynchus vem do grego antigo anodōn, "sem dentes", e rhunkhos, "bico", e faz referência ao bico sem dentes de maxila sem entalhe. O epíteto específico hyacinthinus (lit. "jacintino(a)") deriva do grego antigo huakinthos e alude ao jacinto devido à cor azul predominante da espécie.
O nome "arara-azul" foi selecionado como nome vernáculo técnico para a espécie pelo Comitê Brasileiro de Registros Ornitológicos1.

## Taxonomia

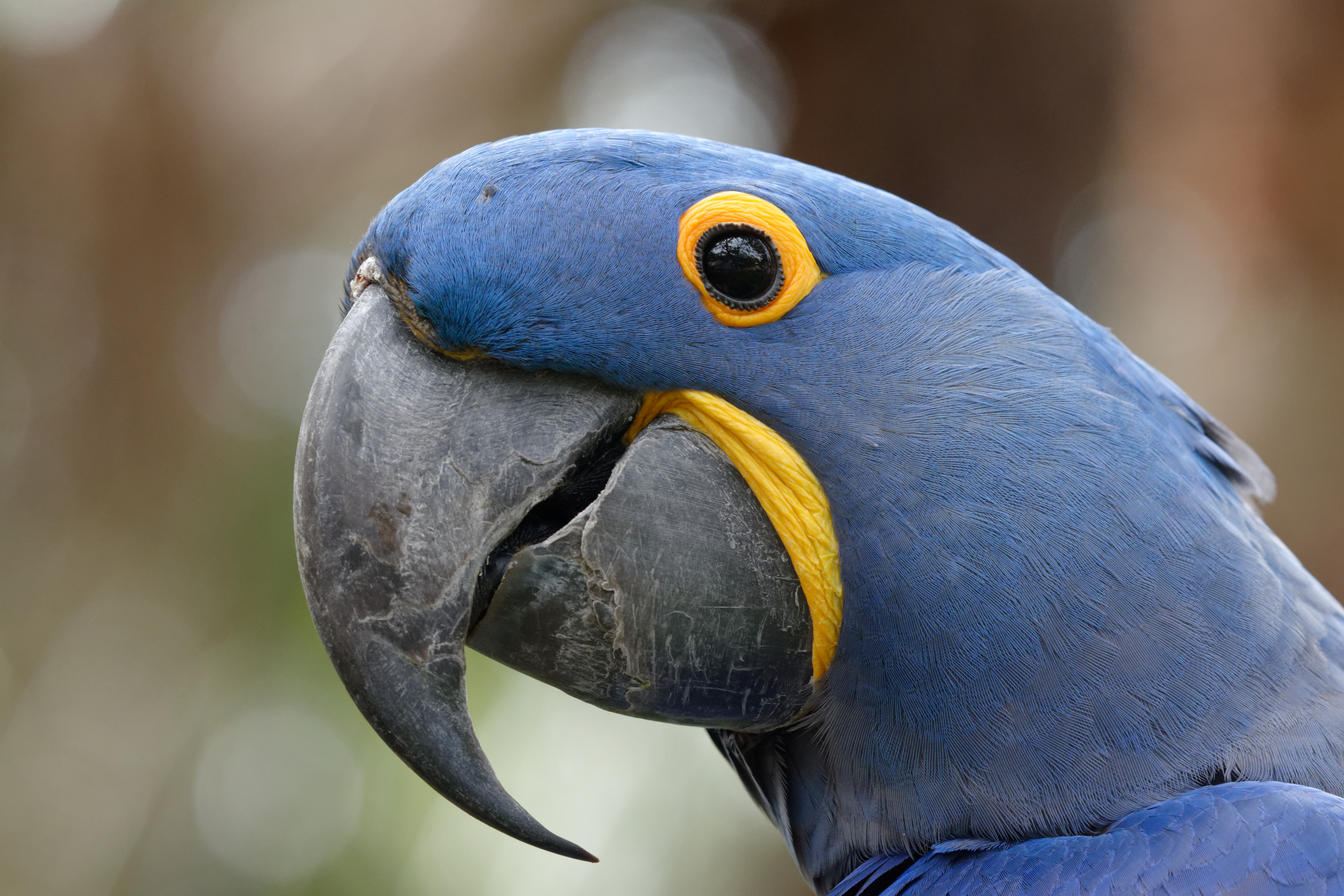
Vista de perto da cabeça, permitindo a visualização de seu típico bico curvado

O médico, ornitólogo e artista inglês John Latham descreveu pela primeira vez a arara-azul-grande em 1790 sob o nome binomial Psittacus hyacinthinus. Tony Pittman em 2000 levantou a hipótese de que, embora a ilustração neste trabalho pareça ser de uma arara-azul-grande real, a descrição de Latham do comprimento da ave pode significar que mediu um espécime de arara-azul-de-lear. No entanto, a descrição de Latham foi baseada num espécime taxidérmico, que era o único que Latham sabia existir até 1822. Foi preparado a partir de um animal vivo originalmente pertencente a Lord Orford e dado ao agente de terras Parkinson para exibição na Coleção Leveriana depois que morreu.
No entanto, Latham menciona outro pássaro, que ele chama de 'arara-azul', supostamente do mesmo tamanho. Esta arara-azul já havia sido descrita no volume de Latham de 1781 de seu A general synopsis of birds como meramente uma variedade da arara-canindé (Ara ararauna), e foi anteriormente figurada na obra de Mathurin Jacques Brisson (1760), Patrick Browne (1756) e Eleazar Albin (1738) como uma arara encontrada na Jamaica. Albin, Browne e Brisson fazem referência a autores ainda mais antigos e afirmam que a ave também ocorre no continente, e Albin afirma que esta ave é a versão feminina da araracanga (Ara macao). Latham menciona que a proveniência dos psitacídeos em geral era muitas vezes confundida pelo fato de que as aves eram muito comercializadas em todo o mundo para fins de venda.

## Descrição
A arara-azul-grande é uma ave de grande porte, podendo chegar a um metro de comprimento (três pés e três polegadas) — medindo da ponta do bico à ponta da cauda — e 1,20 metro de envergadura, sendo mundialmente a maior espécie da família dos psitacídeos. Seu peso varia de 1,7 quilo quando filhote (três libras e 12 onças) a 1,3 (duas libras e dez onças) quilo quando adulto. Cada asa tem 38,8–42,5 centímetros (15+1⁄4–16+3⁄4 polegadas) de comprimento. Possui predominância do azul cobalto em suas penas, em degradê da cabeça à cauda, sendo a parte debaixo das asas e sua cauda longa em preto. Além disso, apresenta amarelo intenso nas pálpebras, ao redor dos olhos e na pele em torno da mandíbula. Seu potente bico é preto, grande e curvado e a sua língua apresenta cor preta com faixa amarela nas laterais. As espécies da ordem da qual as araras-azuis-grandes pertencem são caracterizadas pelo bico curvado para baixo, crânio arredondado, mandíbula larga, pés com dois dedos para frente e dois dedos para trás e, principalmente, plumagem com cores intensas.

## Habitat e distribuição geográfica
A arara-azul-grande ocorre hoje em três áreas principais na América do Sul: na região do Pantanal do Brasil, e adjacente ao leste da Bolívia e nordeste do Paraguai, nas regiões de Cerrado do interior leste do Brasil (Maranhão, Piauí, Bahia, Tocantins, Goiás, Mato Grosso, Mato Grosso do Sul e Minas Gerais), e nas áreas relativamente abertas associadas ao rio Tocantins, rio Xingu, rio Tapajós e a ilha de Marajó no leste da Bacia Amazônica (Amazonas e Pará). Populações menores e fragmentadas podem ocorrer em outras áreas. A arara-azul-grande escapou ou foi deliberadamente solta na Flórida, nos Estados Unidos, mas não há evidências de que a população esteja se reproduzindo e só pode persistir devido a solturas ou fugas contínuas.

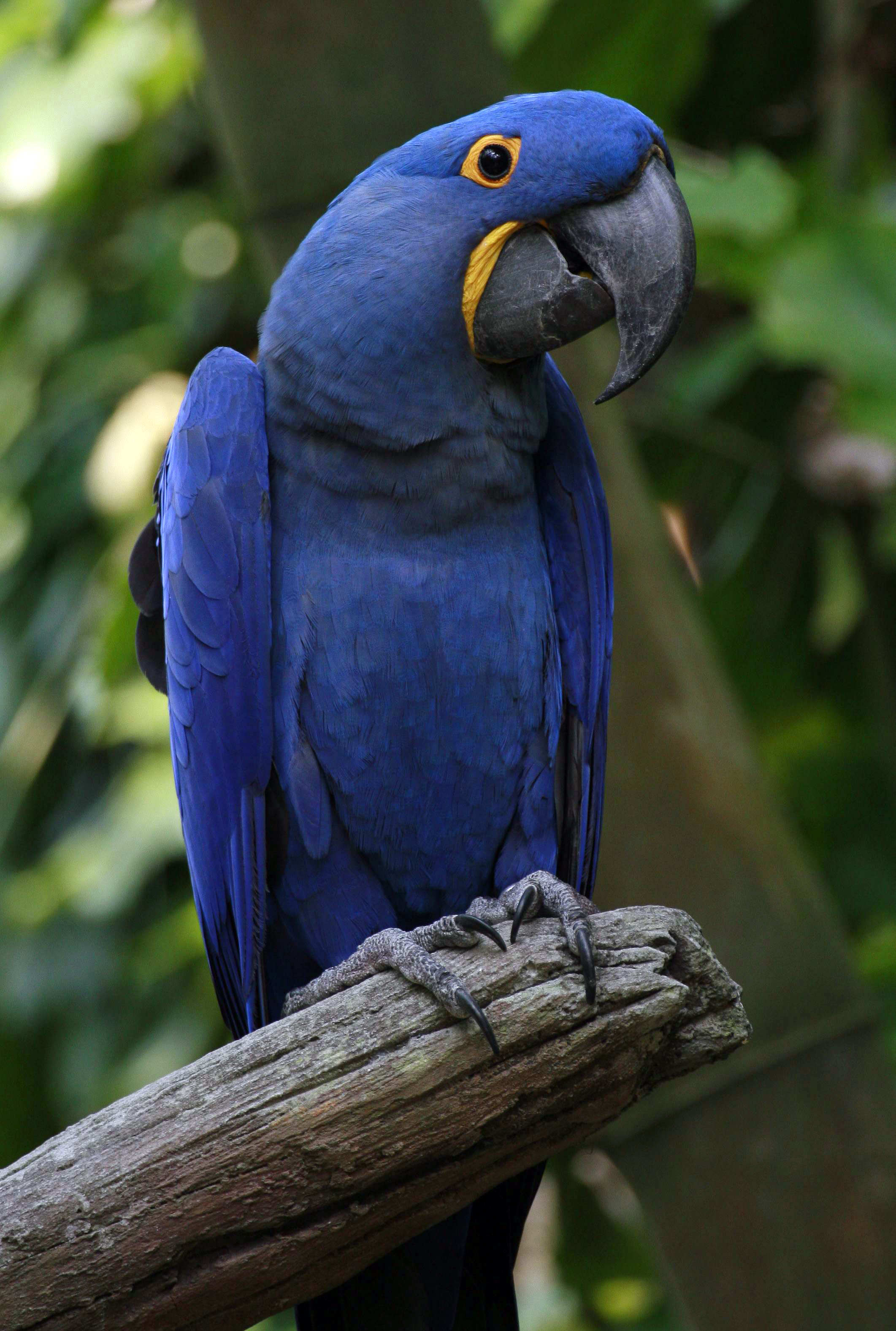
Espécime no Disney's Animal Kingdom, na Flórida

Nas últimas décadas, a variedade conhecida na Bolívia aumentou. É bem conhecido do extremo sudeste do país perto da fronteira trinacional com Brasil e Paraguai, onde é considerado símbolo emblemático da região, e os moradores costumam alimentar as araras com milho, como galinhas (Gallus gallus domesticus). No início da década de 1990, tornou-se evidente que a espécie também ocorria na remota área do Parque Nacional Noel Kempff Mercado, algumas centenas de quilômetros ao norte. Acredita-se que a maior parte da população boliviana esteja na Área de Manejo Integrado San Matías, uma área com extenso pantanal. Os censos realizados em 2008, 2009, 2011 e 2014, revelaram números populacionais estáveis: respectivamente 231, 107, 134, e 166. A contagem de pássaros num terreno tão pantanoso e difícil de navegar é inerentemente inadequada. Os censos foram realizados visitando locais com avistamentos anteriores relatados, porém, nem sempre foi possível visitar todos os locais, a cobertura variou. Assim, em 2011, a população estimada anteriormente de cerca de 300 aves nesta área foi considerada bastante precisa. Um estudo de 2014 que correlacionou os avistamentos com o habitat e extrapolou isso para uma área maior descobriu que as aves ocorrem na parte norte da Área Natural, e uma população semelhante provavelmente também ocorre numa área de tamanho igual ao norte desta, fora da Área Natural. Em um artigo da Mongabay Latam de 2018, os guardas florestais relatam que há evidências anedóticas de que a população estava aumentando e se espalhando, à medida que mais avistamentos eram relatados pelos habitantes locais e a ave foi confirmada pela primeira vez em vários municípios adjacentes.
Prefere habitats semiabertos, um tanto arborizados. Geralmente evita florestas densas e úmidas e, em regiões dominadas por esses habitats, geralmente fica restrita à borda ou seções relativamente abertas (por exemplo, ao longo dos principais rios). Em diferentes áreas de sua distribuição, essas araras são encontradas em campos de cerrado, em florestas secas de espinhos conhecidas como caatinga e em palmeirais ou pântanos, particularmente o buriti (Mauritia flexuosa). Um estudo boliviano de 2014 na Área Natural de Manejo Integrado de San Matías, que correlacionou os avistamentos ao habitat, descobriu que áreas incluindo savanas inundadas sazonalmente, zonas úmidas e habitats de áreas antropogênicas intercaladas com um mosaico de savanas eram os melhores indicadores à presença das araras. O habitat preferido de longe foi o antrópico, que são principalmente fazendas de gado praticando pastagem extensiva nesta área. Os autores, no entanto, não ficaram muito impressionados com esses resultados e alertaram que a metodologia pode ser falha. Na região da Amazônia (menor grupo), são encontradas nas bordas da floresta tropical úmida, floresta de galeria e matas secas em locais de várzea ricas em palmeiras, em áreas abertas e ao longo de rios. No Brasil Central, são encontradas em áreas abertas a pastagem, nas veredas, associadas aos buritizais, no Cerrado, em áreas com secas temporárias, em chapadas e planaltos e nos vales dos paredões rochosos. Nesta região, seus ninhos encontram-se em ocos de palmeiras, árvores grandes com a copa em forma de guarda-chuva e/ou em falhas de paredões rochosos. Na região do Pantanal (maior grupo), são encontradas em áreas abertas e nas matas que possuem palmeiras ou acurizais, enquanto seus ninhos localizam-se tanto na borda ou interior de cordilheiras e capões quanto em áreas abertas para o pasto.

## Ecologia

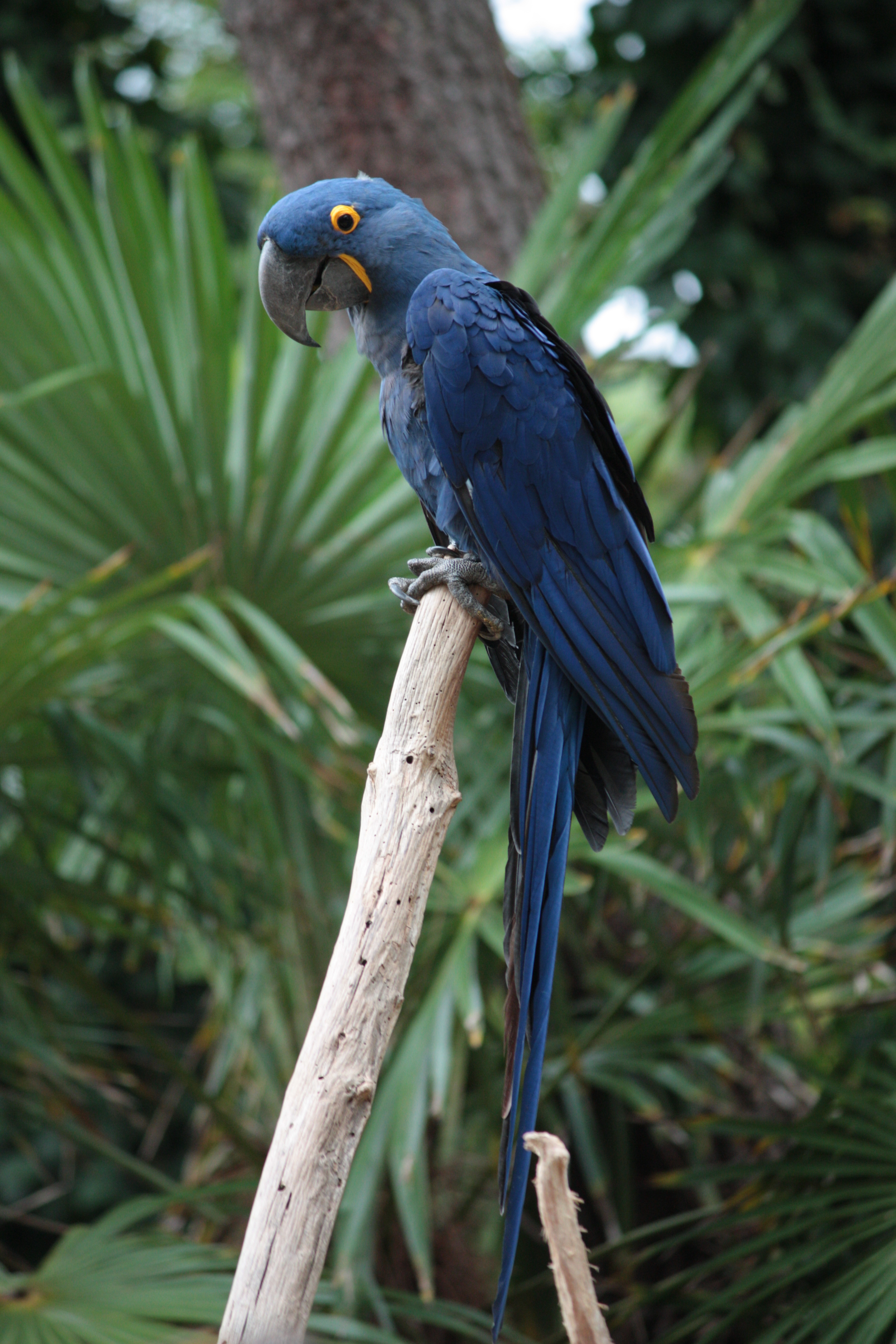
Espécime no Zoológico de La Palmyre, França

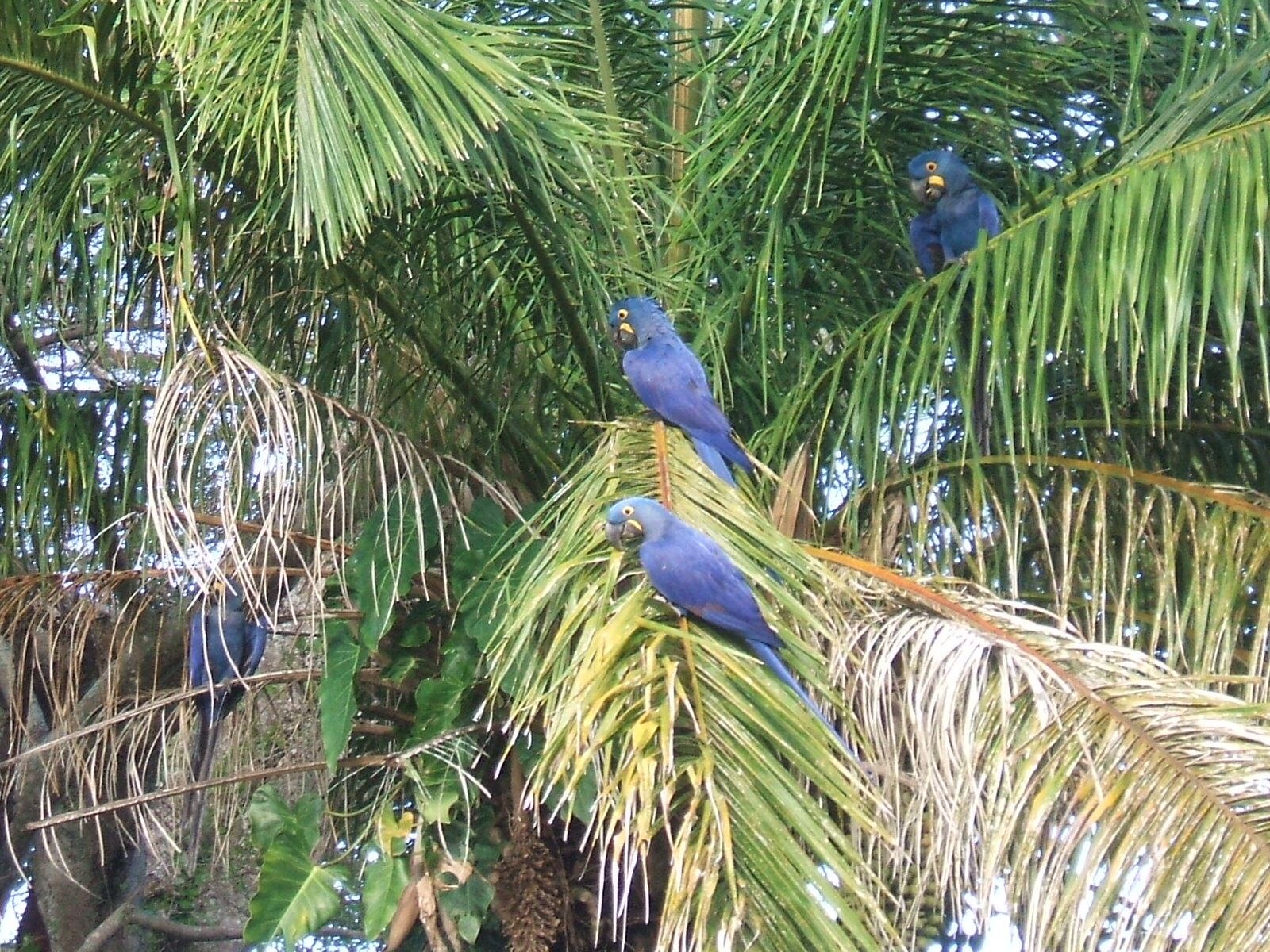
Araras-azuis-grandes em seu habitat natural, no Pantanal

As araras costumam viver em grupos e constituem famílias, sendo consideradas aves sociais. Possuem certa fidelidade aos locais de alimentação e reprodução. Quando a formação do casal é estabelecida, é baseada na fidelidade até a morte de um dos dois, sendo que podem viver por aproximadamente 50 anos. Praticam o cuidado parental não só com os seus, mas com todos os filhotes do grupo — dividindo os cuidados, não abandonando seus ovos e sendo abertos a adoção de filhotes. Os jovens e os casais que ainda não possuem filhotes costumam se reunir em ambientes denominados dormitórios, que servem como proteção e como um ambiente de troca de informações. Estão entre as aves mais inteligentes, curiosas e carismáticas do grupo. São observadas voando na natureza, andando pelo chão, penduradas nos cachos de frutos das palmeiras ou em pousadas em galhos, executando preening — ato de um indivíduo coçar ou limpar as penas do outro — e brincando uns com os outros ou com galhos, flores e folhas. Devido aos processos de migrações em busca de alimentos, são consideradas importantes dispersoras de sementes, espalhando os frutos para longe da planta-mãe. As araras-azuis são consideradas escavadores secundários por aproveitarem as cavidades já abertas por outros seres, como o pica-pau, para formarem seus ninhos, aumentando este espaço e forrando-o com serragem. Por isso, também são dadas como engenheiras ambientais, devido a construírem estes locais que serão utilizados na reprodução e depois serão utilizados por outros indivíduos.

### Dieta
A maior parte da dieta da arara-azul-grande é especializada - que varia da disponibilidade de recursos da região em que se encontra -, mas de maneira geral, é baseada em sementes de palmeiras, que conseguem quebrar com facilidade devido ao bico. Seus bicos fortes são capazes até de quebrar cocos (Cocos nucifera), grandes vagens de castanha-do-brasil (Bertholletia excelsa) e nozes de macadâmia. Também possuem línguas secas e lisas com um osso dentro delas que as torna ferramenta eficaz para bater em frutas. A noz de acuri é tão dura que as araras-azuis-grandes não podem se alimentar dela até que tenha passado pelo sistema digestivo do gado. Além disso, comem frutas e outras matérias vegetais, como néctar. Além disso, viajam em busca dos alimentos mais maduros por vasta área.
Por viverem em grupos, também costumam comer em grupos como forma de proteção, sendo que sempre há um indivíduo de “vigia”, que há qualquer movimento ou barulho diferente, com seu grito faz com que todos saiam voando. No Pantanal, alimenta-se principalmente da castanha-do-acuri (Attalea phalerata), do coco-de-espinho (Acrocomia aculeata), macaúba-barriguda (Acrocomia intumescen) e do urucuri (Attalea phalerata). Esse comportamento foi registrado pelo naturalista inglês Henry Walter Bates em seu livro de 1863, The Naturalist on the River Amazons, onde escreveu que:
| “ | Voa aos pares, alimentando-se das nozes duras de várias palmeiras, mas principalmente da mucujá (Acrocomia lasiospatha). Essas nozes, que são tão duras que dificilmente podem ser quebradas com um martelo pesado, são esmagadas pelo poderoso bico dessa arara. | ” |

Charles Darwin comentou sobre o relato de Bates sobre a espécie, chamando-a de "pássaro esplêndido" com seu "bico enorme" capaz de se alimentar dessas nozes de palmeira. Em cativeiro, as nozes nativas do habitat natural da arara-azul-grande muitas vezes não estão prontamente disponíveis. Nessas circunstâncias, a noz de macadâmia (que é nativa da Austrália) é uma alternativa adequada, nutritiva e prontamente aceita. Coincidentemente, é uma das únicas aves com força de mandíbula necessária para abrir a noz, o que requer 300 psi de pressão para quebrar a casca. Na região do Pará, alimenta-se de inajá (Maximiliana regia), babaçu (Orbiguya martiana), tucumã (Astrocaryum sp) e gueroba (Syagrus oleracea). Nas regiões secas, alimenta-se de licuri (Syagrus coronata), catolé (Syagrus cearensis), piaçava (Attalea funifera), buriti (Mauritia vinifera), pidoba (Orbiguya eicherii) dentre outros.

### Uso de ferramentas
O uso limitado de ferramentas foi observado em araras-azuis-grandes selvagens e em cativeiro. Avistamentos relatados de uso de ferramentas em araras selvagens remontam a 1863. Exemplos de uso de ferramentas que foram observados geralmente envolvem folha mastigada ou pedaços de madeira. As araras geralmente incorporam esses itens ao se alimentar de nozes mais duras. Seu uso permite que as nozes que as araras comem permaneçam em posição (evitam escorregar) enquanto as roem. Não se sabe se isso é um comportamento social aprendido ou uma característica inata, mas a observação em araras em cativeiro mostra que as araras criadas à mão também exibem esse comportamento. As comparações mostram que as araras mais velhas foram capazes de abrir as sementes com mais eficiência.

### Reprodução

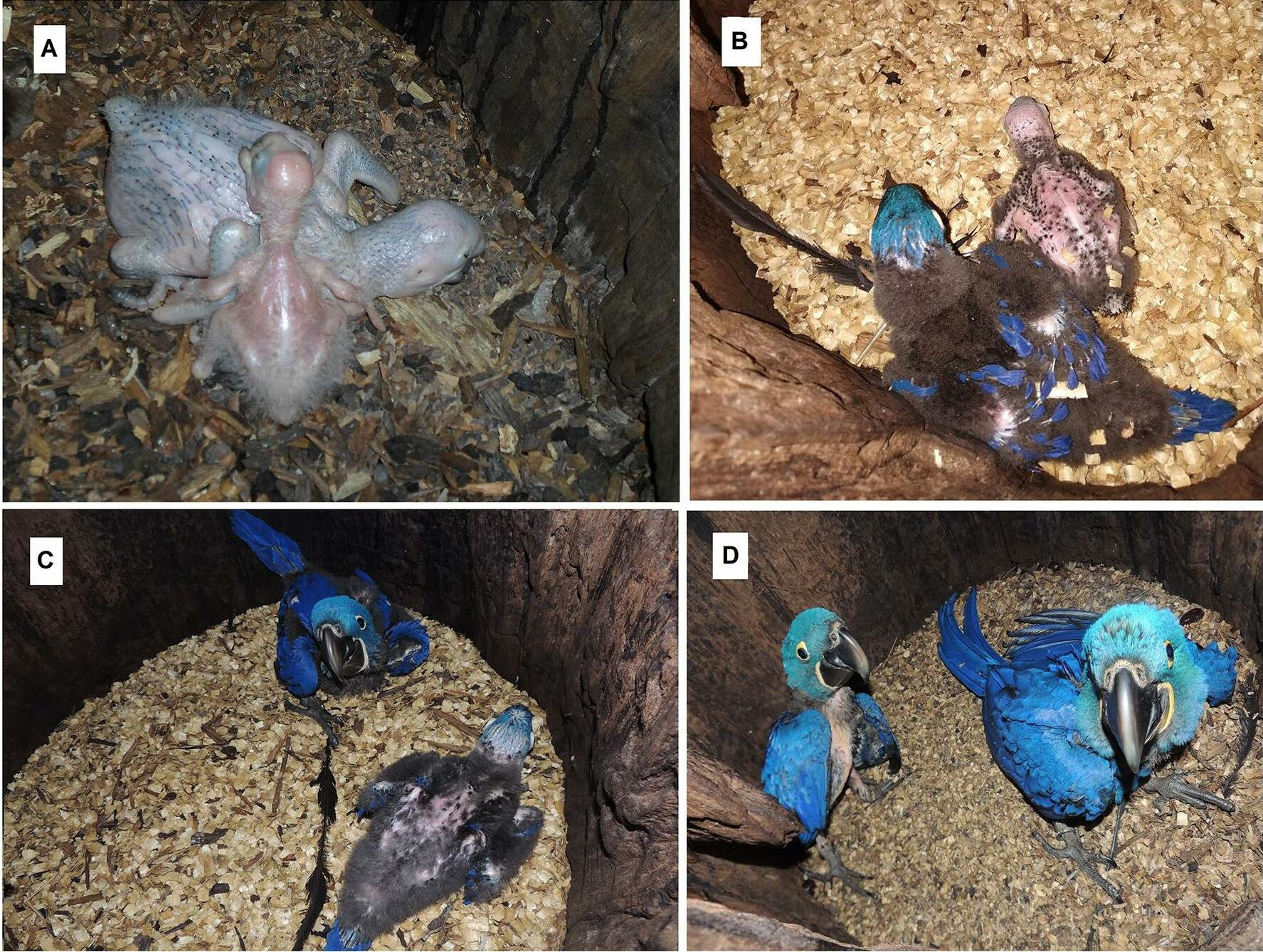
Fases de desenvolvimento dos filhotes: (A) filhote, 0–25 dias, as aves da foto têm 17 e 18 dias, respectivamente. O ganho de massa nessa fase é lento, (B) pintinho, 26–77 dias, as aves na foto têm 44 e 45 dias, respectivamente, (C) pintos, as aves na foto têm 61 e 62 dias, respectivamente. Crescimento geométrico até atingir o peso máximo, (D) juvenil, 78–107 dias, aves nas fotos com 104 e 105 dias, respectivamente. O peso é mantido até 90-95 dias, quando a perda de peso começa com as primeiras tentativas de voar.

A arara-azul-grande atinge a maturidade aos três anos e aproximadamente aos sete anos inicia sua própria família. À reprodução, costumam escolher os ninhos com características padronizadas, como o tamanho e a forma, mas de forma predominante escolhem árvores com destaque no quesito vegetação possuindo cavidades mais acessíveis. A nidificação ocorre entre julho e dezembro, com ninhos construídos em cavidades de árvores ou falésias, dependendo do habitat, e os cuidados com o filhote pode ir até fevereiro do ano seguinte. Na região do Pantanal, 90% dos ninhos são construídos no manduvi (Sterculia apetala). A arara-azul-grande depende do tucano-toco (Ramphastos toco) para seu sustento. O tucano-toco contribui com 83,3% da distribuição de sementes da manduvi que a arara necessita à reprodução. No entanto, o tucano-toco é responsável por dispersar 83% das sementes de manduvi, mas também consome 53% dos ovos predados. Cavidades de tamanho suficiente são encontradas apenas em árvores com cerca de 60 anos de idade ou mais, e a competição é acirrada. Os orifícios existentes são alargados e parcialmente preenchidos com lascas de madeira.
Faz a postura de um a quatro ovos (outras fontes falam em dois ovos), no qual, a fêmea cuida da incubação dos ovos - que dura cerca de 30 dias - e da proteção dos mesmos - devido a servirem de alimento para outros animais como os corvídeos (gaios e corvos), gralha (Cyanocorax sp), o gambá-de-orelha-branca (Didelphis albiventris), a irara (Eira barbara), o tucano-toco, o carcará (Caracara plancus), e o quati-de-cauda-anelada (Nasua nasua)-, e o macho fica responsável em alimentá-la. Os jovens são parasitados por larvas de moscas do gênero Philornis. Geralmente apenas um filhote sobrevive, já que o segundo ovo eclode vários dias após o primeiro, e o filhote menor não pode competir com o primogênito por comida. Uma possível explicação para esse comportamento é o que se chama de hipótese do seguro. A arara põe mais ovos do que pode ser normalmente emplumado para compensar os ovos anteriores que não eclodiram ou os filhotes primogênitos que não sobreviveram. Após a eclosão do ovo, os filhotes nascem frágeis -sendo que, até os 45 dias de vida precisam de cuidados essenciais devido aos predadores, além de baratas e formigas-, e ficam cerca de três meses no ninho, sob o cuidado dos pais, até se aventurarem no primeiro voo. Até os 10 meses de vida, são alimentados pelos pais e estão em fase de aprendizagem em relação a o que e onde comer, onde dormir e a se defenderem de predadores. Após este período, já sabem se alimentar sozinhos mas ainda continuam seguindo os pais até por 18 meses onde entram para bandos jovens, deixando os pais livres para se reproduzirem novamente.

### Traços gerais
As araras-azuis-grandes são os psitacídeos mais longos. Também são muito equilibradas e podem ser mais calmas do que outras araras, sendo conhecidas como "gigantes gentis". Um veterinário assistente deve estar ciente das necessidades nutricionais específicas e sensibilidades farmacológicas ao lidar com elas. Possivelmente devido a fatores genéticos ou limitações de criação em cativeiro, esta espécie pode se tornar neurótica/fóbica, o que é problemático.

## Conservação e ameaças

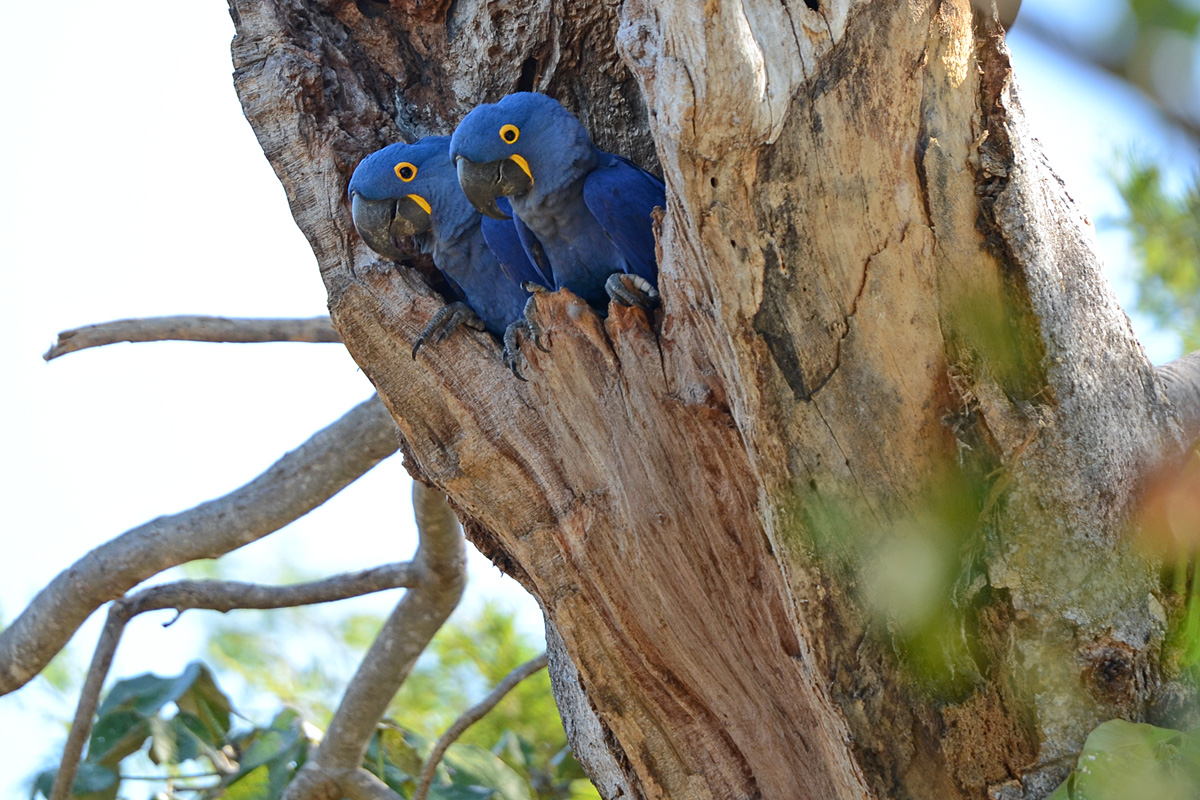
Casal em seu ninho no Pantanal

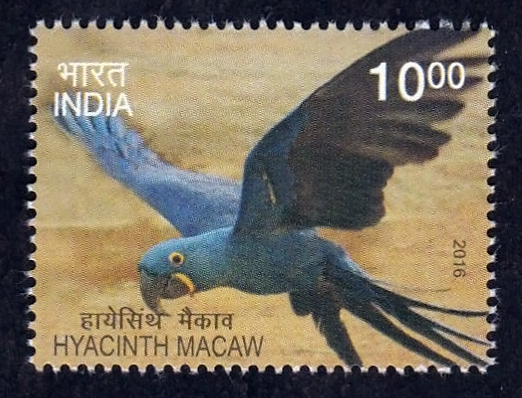
Arara-azul-grande num cartão postal da Índia de 2016

A arara-azul-grande foi registrada no Livro Vermelho da Fauna Brasileira Ameaçada de Extinção e na Lista Vermelha da União Internacional para a Conservação da Natureza (UICN / IUCN). Em 2014, a UICN alterou seu status para vulnerável - que permanece até os dias de hoje - e houve a sua saída da Lista Vermelha do Brasil. A primeira estimativa adequada de sua população selvagem total foi publicada por Munn em 1987 como três mil indivíduos, com uma variação de 2 500 a cinco mil. Yamashita estimou a população mundial cativa total como igual ou um pouco mais do que em 1988. Um blogueiro anônimo associado à ONG World Wildlife Fund afirmou em 2004 que cerca de 10 mil aves foram retiradas da natureza na década de 1980, das quais metade foi destinada ao mercado brasileiro, e que a população selvagem aumentou para 6 500.
No Brasil, a arara-azul-grande consta como vulnerável na Lista de espécies de flora e fauna ameaçadas de extinção do Estado do Pará de 2007; criticamente em perigo na Lista de Espécies Ameaçadas de Extinção da Fauna do Estado de Minas Gerais de 2010; como em perigo na Lista Oficial das Espécies da Fauna Ameaçadas de Extinção do Estado da Bahia de 2017. Em 2018, devido à realização de esforços para conservação da espécie – diminuindo a captura para fins como o tráfico – a arara-azul-grande saiu da lista de espécies ameaçadas de extinção presente no Livro Vermelho da Fauna Brasileira Ameaçada de Extinção do Instituto Chico Mendes de Conservação da Biodiversidade (ICMBio). No entanto, mesmo com sua saída da lista, e mesmo com aumento do números de indivíduos ainda está em situação preocupante devido à destruição de seu habitat natural, a baixa taxa de natalidade e -ainda presente- captura de ovos e filhotes destinados ao tráfico. Vários estudos de longo prazo e iniciativas de conservação estão em andamento; o Projeto Arara Azul no estado brasileiro de Mato Grosso do Sul realizou importantes pesquisas anilhando pássaros individuais e criou vários ninhos artificiais para compensar o pequeno número de locais disponíveis na região. O Zoológico de Minesota com a BioBrasil e o World Wildlife Fund estão envolvidos na conservação da arara-azul.
Em 3 de Julho de 2025, a arara-azul-grande foi reconhecida como a ave símbolo de Mato Grosso do Sul após a aprovação da Lei nº 6.442. Em acordo com o Projeto Arara Azul, esse novo reconhecimento pode ajudar na preservação da espécie e reforçar o turismo local.

### Ameaças

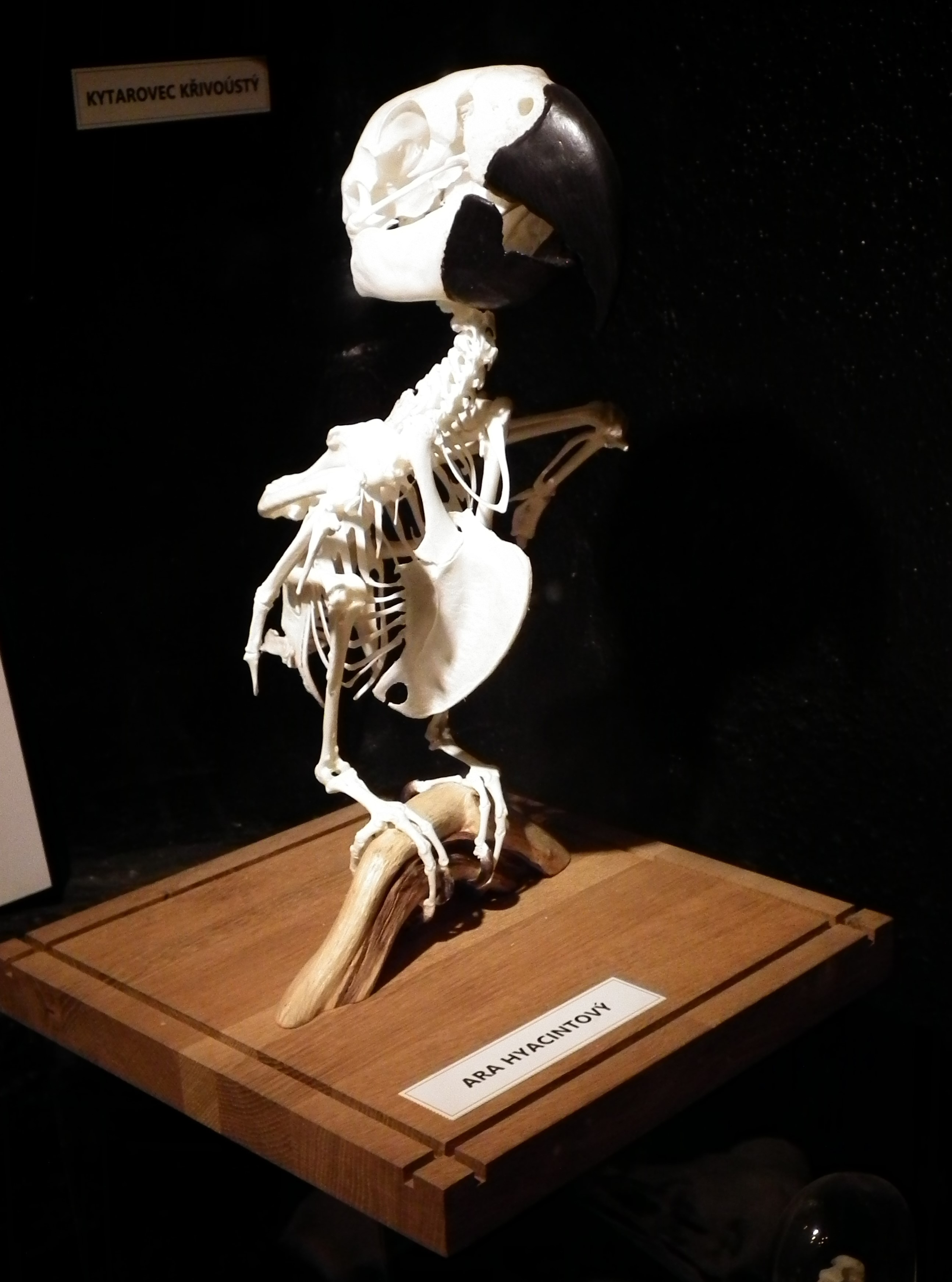
Um esqueleto exibido no Zoológico de Dvur Králové em Dvur Králové nad Labem, na Chéquia

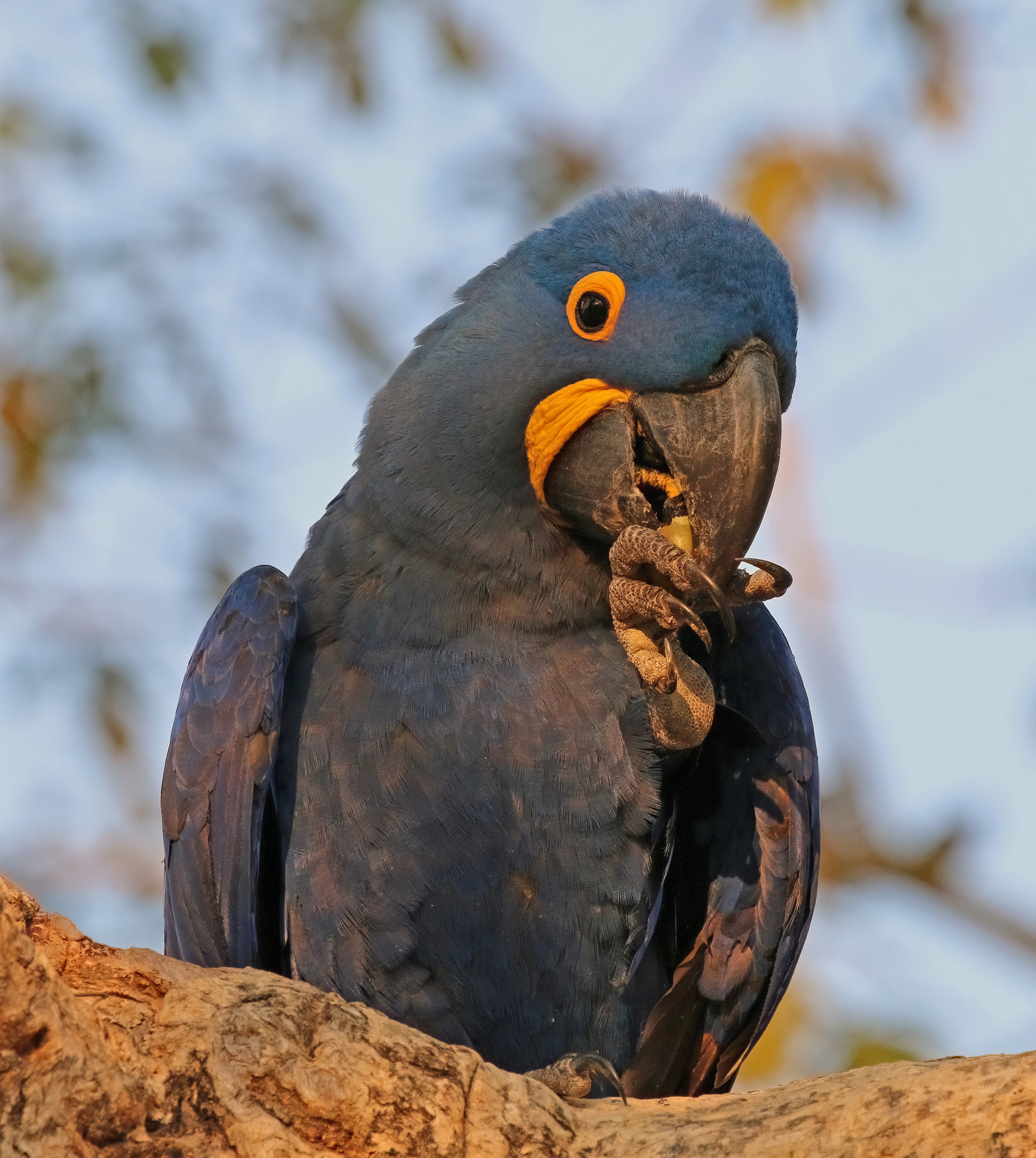
Espécime de alimentando de uma noz no Pantanal

Ao longo da distribuição da arara-azul-grande, o habitat está sendo perdido ou alterado devido à introdução da pecuária e da agricultura mecanizada e ao desenvolvimento de projetos hidrelétricos. Incêndios anuais de capim feitos por fazendeiros podem destruir os ninhos das árvores, e as regiões anteriormente habitadas por essa arara agora são inadequadas também devido à agricultura e plantações. Localmente, tem sido caçada para alimentação, e os indígenas caiapós gorotirés, no centro-sul do Brasil, usam suas penas para fazer cocares e outros enfeites. Embora em geral bastante reduzido em número, permanece localmente comum no Pantanal, onde muitos proprietários de fazendas agora protegem as araras em suas terras.
As araras como um todo, sendo da família dos psitacídeos, são algumas das aves mais ameaçadas do mundo. Esta família tem as espécies mais ameaçadas de todas as famílias de aves, especialmente nos neotrópicos, lar natural da arara-azul, onde 46 das 145 espécies correm sério risco de extinção global. Esta espécie se qualifica como vulnerável na Lista Vermelha da UICN, pois a população sofreu reduções rápidas com as ameaças remanescentes de captura ilegal para o comércio de aves em gaiolas e perda de habitat. Algumas ameaças sérias à sobrevivência da espécie no Pantanal incluem atividades humanas, principalmente aquelas que resultam na perda de habitat, queima de terras para manutenção de pastagens e captura ilegal duas espécies de palmeiras em cada parte de sua distribuição. A natureza excepcionalmente barulhenta, destemida, curiosa, sedentária e previsível desta espécie, juntamente com sua especialização em apenas uma ou duas espécies de palmeira em cada parte de sua distribuição, torna-as especialmente vulneráveis à captura, tiro e destruição do habitat. Como esta espécie depende exclusivamente dos frutos produzidos por duas espécies de palmeiras, se essas espécies sofressem devido a doenças ou destruição de habitat, isso colocaria em risco a arara-azul-grande. Esta espécie requer especificamente buracos previamente ocupados dentro das árvores manduvi para nidificar, portanto a disponibilidade de nidificação pode ser escassa. Além disso, o crescimento antigo dessas árvores, a mais jovem com 60 anos, é necessário para que a espécie produza buracos grandes o suficiente para nidificar. Isso limita o futuro potencial de reprodução se essas árvores forem destruídas ou a competição com outras espécies por espaço aumentar.
Embora a espécie tenha baixa variabilidade genética, isso não representa necessariamente uma ameaça à sua sobrevivência. Essa estrutura genética acentua a necessidade de proteção das araras-azuis de diferentes regiões para manter sua diversidade genética. Se as populações e a diversidade genética continuarem a diminuir, isso pode se tornar um grande problema de conservação no futuro. Uma população menor de araras azuis aumentará a influência da deriva genética e, portanto, aumentará o risco de extinção. Uma variação genética menor pode enviar as populações para um vórtice de extinção. No entanto, os fatores mais importantes que afetam negativamente a população selvagem são a destruição do habitat e a caça furtiva de ninhos. No Pantanal, a perda de habitat ocorre à criação de pastagens para o gado, enquanto em muitas outras regiões é o resultado do desmatamento para colonização. Da mesma forma, grandes áreas de habitat na Amazônia foram perdidas à criação de gado e projetos de energia hidrelétrica nos rios Tocantins e Xingu. Muitas árvores jovens de manduvi estão sendo usadas como pasto pelo gado ou queimadas pelo fogo, e o Gerias está sendo rapidamente convertido em terras para agricultura mecanizada, criação de gado e plantações de árvores exóticas. Incêndios anuais causados por fazendeiros destroem vários ninhos de árvores, e o surgimento da agricultura e das plantações tornou os habitats anteriormente habitados pelas araras impróprios para manter seus meios de subsistência. Além disso, o aumento da demanda comercial de arte plumária pelos indígenas ameaça a espécie, já que são necessárias até 10 araras para fazer um único cocar.
No caso das araras serem retiradas de seu ambiente natural, diversos fatores alteram sua saúde, como condições inadequadas de higiene, alimentação e superpopulação durante a prática ilegal do comércio de animais de estimação. Uma vez que as aves são capturadas e trazidas para o cativeiro, suas taxas de mortalidade podem se tornar muito altas. Os registros revelam que um traficante paraguaio recebeu 300 jovens sem penas em 1972, com apenas três sobreviventes. Devido às baixas taxas de sobrevivência dos jovens, os caçadores concentram-se mais fortemente nas aves adultas, o que esgota a população em um ritmo acelerado. De acordo com o artigo 111 da Lei Ambiental Boliviana N.º 1333, todas as pessoas envolvidas no comércio, captura e transporte sem autorização de animais silvestres sofrerão pena de prisão de dois anos, além de multa equivalente a 100% do valor do animal. Embora muitos rastreadores tenham sido presos, o comércio ilegal de animais de estimação continua em grande parte em Santa Cruz, na Bolívia. Infelizmente, o tráfico de animais não é necessariamente visto como prioridade na cidade, deixando os governos nacionais e municipais relutantes em interromper o comércio nos centros das cidades, e a polícia local relutante em se envolver. Essa ideologia, por sua vez, resultou na falta de fiscalização em relação ao comércio de espécies restritas pela CITES e espécies ameaçadas, com pouca ou nenhuma restrição em relação ao tratamento humano dos animais, controle de doenças ou higiene adequada. Nos centros comerciais, a arara-azul exigia o preço mais alto de mil dólares, provando ser uma ave muito cobiçada e valorizada na indústria de comércio de animais de estimação.

### Medidas de conservação

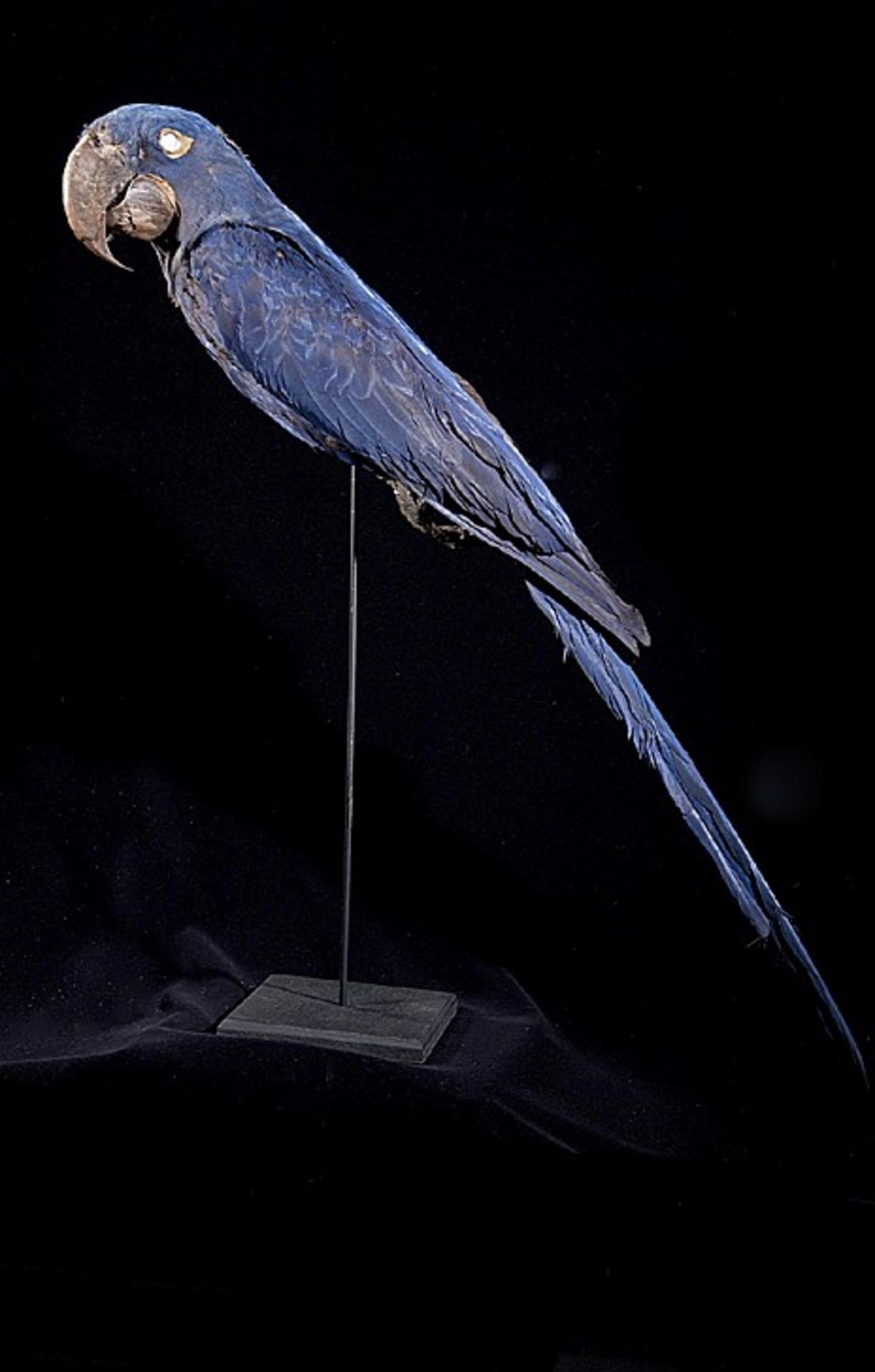
Espécime taximermizado exposto no Museu de História Natural de Leida, nos Países Baixos

Em 1989, o Programa Europeu de Espécies Ameaçadas de Extinção à arara-azul-grande foi fundado como resultado de preocupações sobre a situação da população selvagem e a falta de reprodução bem-sucedida em cativeiro. A reprodução em cativeiro ainda é difícil, sendo que os filhotes criados à mão têm demonstrado taxas de mortalidade mais altas, principalmente no primeiro mês de vida. Além disso, têm maior incidência de estase aguda do papo do que outras espécies de araras devido, em parte, às suas necessidades dietéticas específicas. A arara-azul é protegida por lei no Brasil e na Bolívia, e o comércio internacional é proibido por sua inclusão no anexo um da Convenção sobre o Comércio Internacional das Espécies Silvestres Ameaçadas de Extinção (CITES). O anexo um proibiu a exportação da ave em todos os países de origem, e vários estudos e iniciativas de conservação foram realizados. O Projeto Arara Azul no Refúgio Ecológico Caiman, localizado no Pantanal, tem utilizado ninhos artificiais e técnicas de manejo de filhotes, além de efetiva conscientização dos pecuaristas. Muitos proprietários de fazendas no Pantanal e em Gerais, para proteger as aves, não permitem mais a presença de caçadores em suas propriedades.
Várias ações de conservação foram propostas, incluindo o estudo da distribuição atual, situação da população e extensão do comércio em diferentes partes de sua distribuição. Além disso, foram feitas propostas para avaliar a eficácia dos ninhos artificiais, impor medidas legais que impedem o comércio e experimentar o ecoturismo num ou dois locais para incentivar doadores. Além disso, o Projeto Arara Azul em Mato Grosso do Sul realizou importantes pesquisas anilhando aves individuais e criou vários ninhos artificiais para compensar o pequeno número de locais disponíveis na região. Propostas para listar as espécies como Ameaçadas de acordo com a Lei de Espécies Ameaçadas dos Estados Unidos foram feitas para aumentar as medidas de proteção nos Estados Unidos e para criar autoridades bolivianas e paraguaias de gestão comercial sob controle presidencial.

### Perspectivas de longo prazo
Cada uma das três populações principais deve ser manejada como entidade biológica separada para evitar que os números caiam abaixo de 500. Embora as aves possam estar em declínio na natureza, populações notavelmente maiores de araras cativas estão sendo mantidas em zoológicos e coleções particulares. Se houver sucesso no manejo e replantio das árvores alimentícias das araras e na construção de poedouros como um experimento no Pantanal, a espécie poderá sobreviver. As taxas de sobrevivência também poderiam ser aumentadas se os proprietários de fazendas deixassem todas as árvores de ninho grandes e potenciais em pé e eliminassem todas as armadilhas em suas propriedades. Em última análise, se esses fatores funcionarem em conjunto com a construção de ninhos, cercando certas mudas e o plantio de outras, as perspectivas de longo prazo das espécies de araras-azuis seriam muito melhores.

## Avicultura

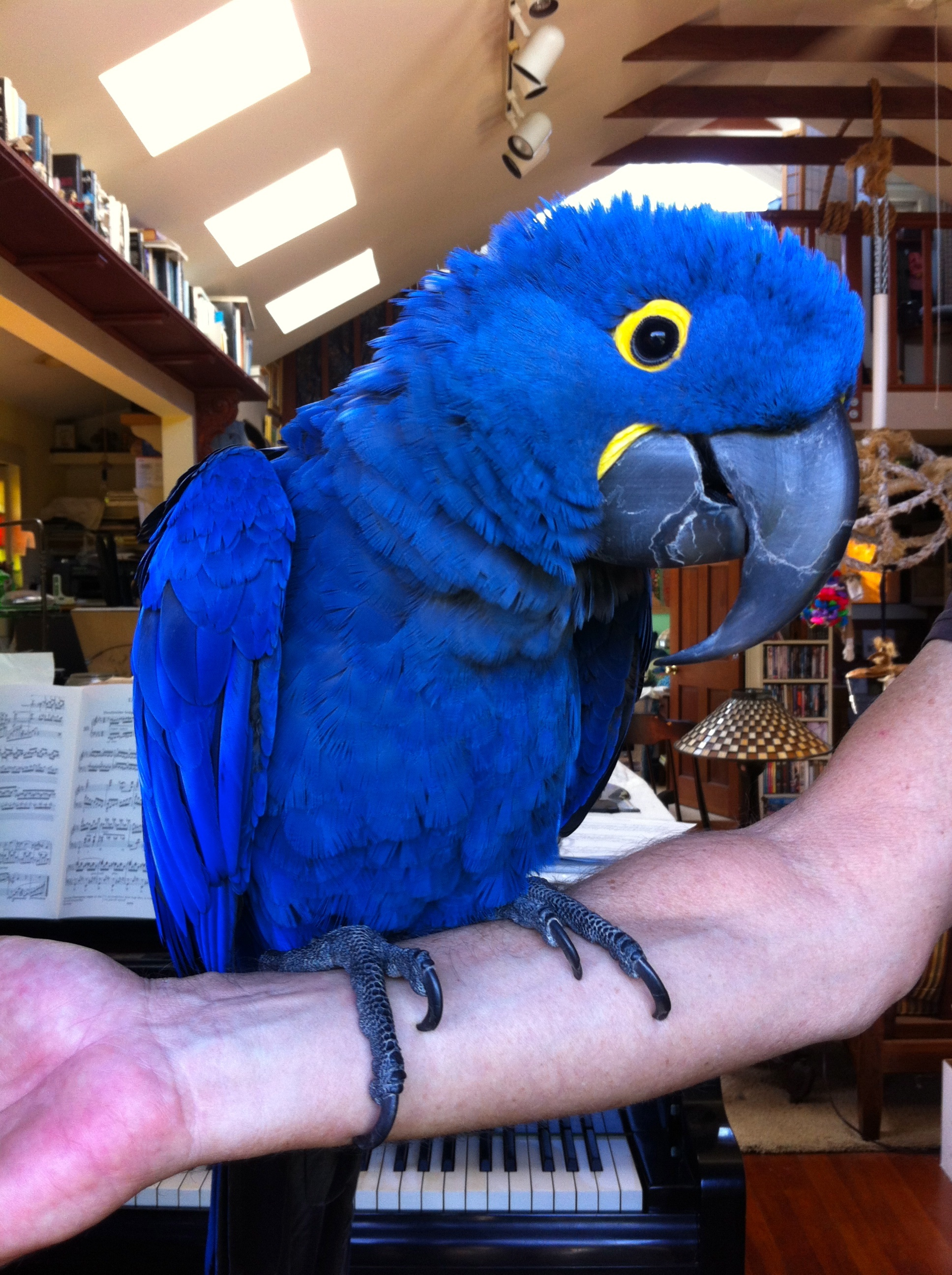
Uma arara-azul-grande de estimação

A arara-azul-grande às vezes é mantida como papagaio de companhia. Não recomendado para criadores de pássaros iniciantes, requer muito espaço, exercícios regulares e uma gaiola de aço inoxidável personalizada, pois seu bico poderoso pode destruir facilmente a maioria das gaiolas de papagaios disponíveis comercialmente. Para se manter saudável, a espécie requer interação social regular e brincadeiras com humanos ou outras aves. Esta grande arara, como a maioria dos papagaios, tem inclinação natural para mastigar objetos e devido ao seu tamanho físico e força, pode causar danos consideráveis. Recomenda-se que um cômodo inteiro da casa do dono seja reservado para uso da ave, que deve estar provida de muitos objetos de madeira e couro seguros e destrutíveis para mantê-la entretida. É também um animal de estimação muito caro: 10 mil dólares não é um preço incomum para uma jovem arara-azul. O World Parrot Trust recomenda que a arara-azul não seja mantida permanentemente dentro de casa e que ela tenha acesso a um recinto de pelo menos 15 metros (50 pés) durante parte do ano.
Este pássaro é frequentemente descrito como "gentil". Geralmente não é um pássaro agressivo e parece gostar de interagir de forma divertida com os humanos. No entanto, pode causar lesões por mordedura simplesmente por "bocanhar" seu dono de brincadeira, e esse comportamento deve ser desencorajado com o treinamento iniciado quando o pássaro é jovem. A arara-azul-grande pode aprender a falar, mas não é tão talentosa nessa área quanto algumas outras espécies. No entanto, é um pássaro inteligente que pode aprender a usar palavras e frases no contexto correto. Pode viver por mais de 50 anos em cativeiro.